# Clau de pas

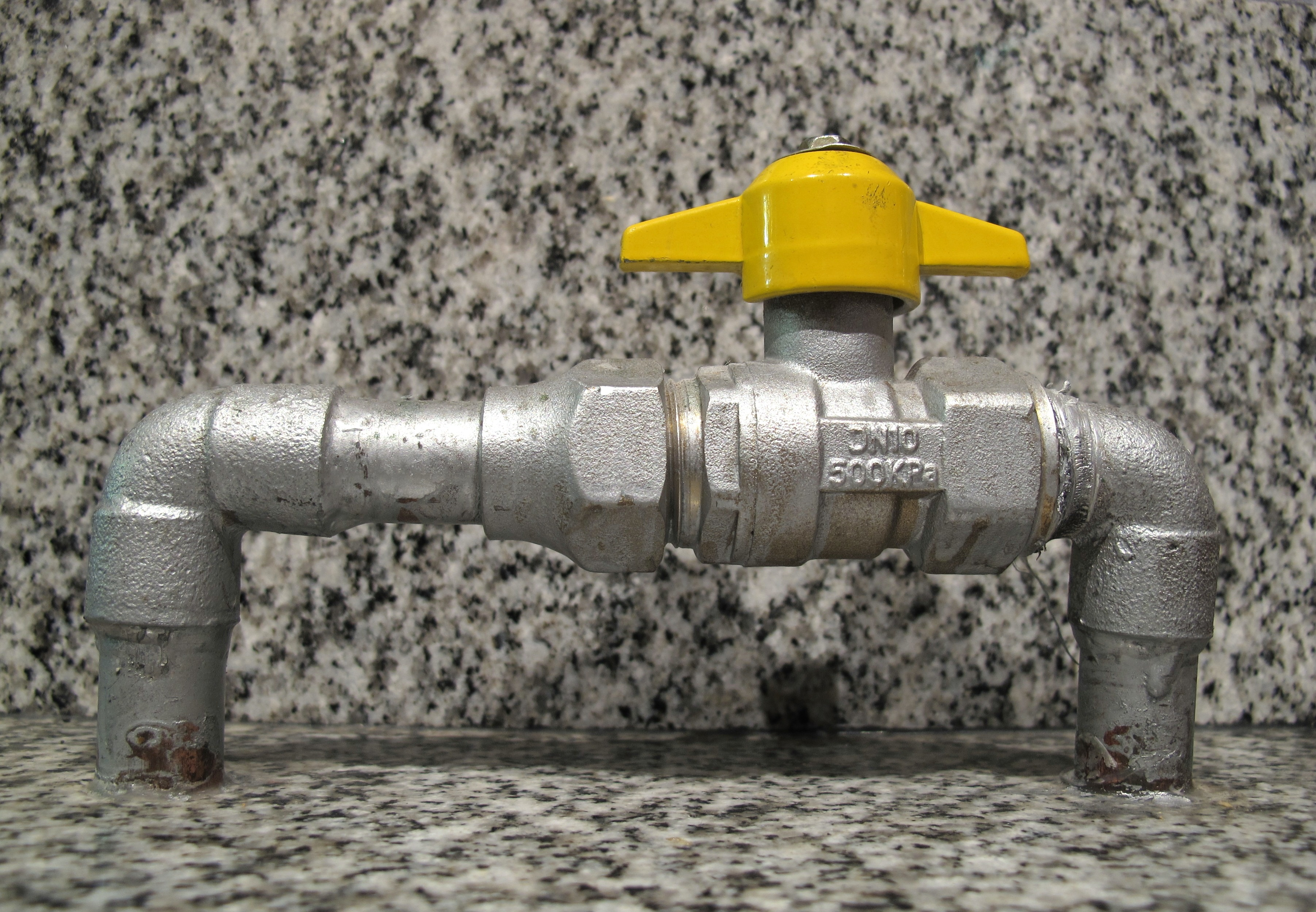
Clau de pas d'un subministrament de gas natural a la cuina d'un habitatge

Una clau de pas és un dispositiu, generalment de metall, d'algun aliatge o més recentment de polímers o de materials ceràmics, usat per a donar pas o tallar el flux d'aigua o d'un altre fluid per una canonada. Quan estan inserides en una conducció es diuen claus de pas o claus de tall. També se sol anomenar vàlvules a les claus. Certes claus, a més de servir per tallar el pas, tenien la funció d'evitar que l'aigua circuli en la direcció contrària a la desitjada (reflux), és a dir, que a més eren vàlvules en l'accepció primitiva del terme. Quan es tracta d'un dispositiu que, a més de la clau, té una canella de sortida de l'aigua, forma el que s'anomena aixeta.
Les claus de pas poden ser:
- De seient i la seva variant d'agulla, amb un plançó roscat que gira sobre el seu eix en accionar la clau i s'assenta en un tancament del pas d'aigua. Aquest model és precisament el que servia com a vàlvula també, ja que el tancament estava lliure (amb una espiga allotjada en un buit de la tija d'estrènyer), i tornava al seu seient quan l'aigua prenia el sentit contrari al degut, funcionant com una vàlvula de retenció de pistó. Pel soroll que produïen es van deixar d'usar i el tancament es va fixar a la part fixa.
- De mascle o de bola, amb un mascle troncocònic o una esfera amb un orifici que permet el pas del fluid quan està alineat amb l'eix de la conducció.
- De discs ceràmics, uns discs ceràmics tenen una sèrie d'orificis que deixen passar el fluid quan els d'un i els de l'altre coincideixen.
- De comporta
- De papallona, un disc gira sobre un eix obturant la secció de pas del conducte quan està perpendicular a l'eix d'aquest i deixant pas lliure quan està paral·lel. S'usen en grans diàmetres.
- D'escaire, amb obertura i tancament de quart de volta. S'utilitzen al costat de cada punt d'aigua de la llar així en cas d'avaria d'algun aparell no cal deixar sense aigua a la resta de la casa.

Hi ha a més claus que serveixen per distribuir l'aigua entre diverses canonades, vàlvules multivia (usades en calefacció, en depuració de piscines, ...), claus que tanquen el pas de l'aigua a un dipòsit quan arriba a un cert nivell l'aigua, vàlvules de nivell (usades en les cisternes dels vàters, per exemple).

## Claus de gas
Encara que una clau de gas pugui ser una vàlvula que allibera qualsevol gas, la paraula s'usa més comunament per referir-se a les claus que controlen el flux d'abastament de combustible gas (el gas natural o, històricament, el gas d'hulla, el de síntesi, etc.). A les cases (per a focs de gas o altres aplicacions) o als laboratoris (per al bec Bunsen) solen utilitzar claus de pas de mascle.